# Фліт-стріт
Флотська вулиця (англ. Fleet Street) — вулиця в лондонському Сіті, що йде із заходу на схід від Стренда  до площі Лудгейт-Цирку.

## Історія
У Середні століття прилеглою територією володіли тамплієри (див. Темпл). Згодом тут розмістилися головні судові установи Великої Британії, а околиці заполонили суддівські чиновники і адвокати. Нарешті, з XVI століття на Фліт-стріт стали з'являтися офіси основних лондонських газет, а пізніше — і інформаційних агентств (наприклад, «Рейтер»). Хоча багато ЗМІ останнім часом переїхали в інші райони, за Флотською вулицею міцно закріпилася репутація цитаделі британської преси.
Назва вулиці походить від найбільшої, тепер підземної, притоки Темзи в Лондоні — річки Фліт.

## Галерея

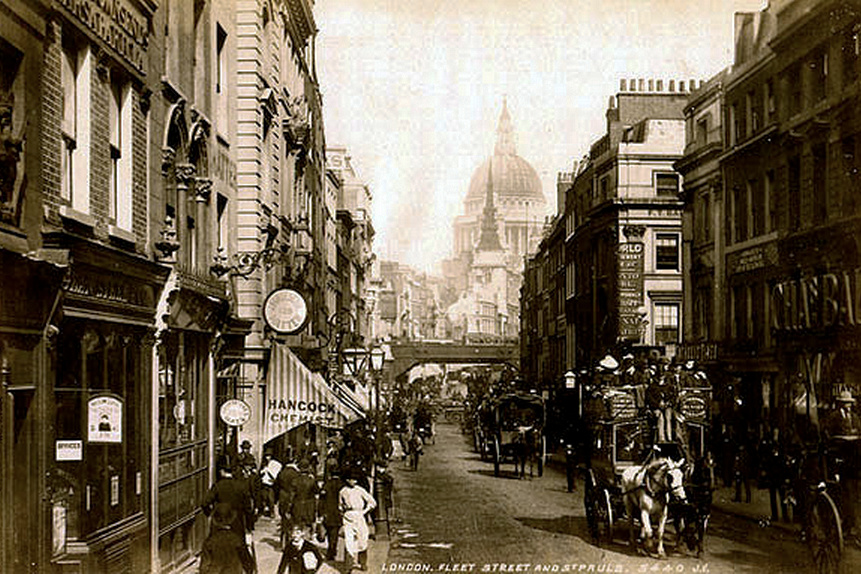
Флотська вулиця. 1890
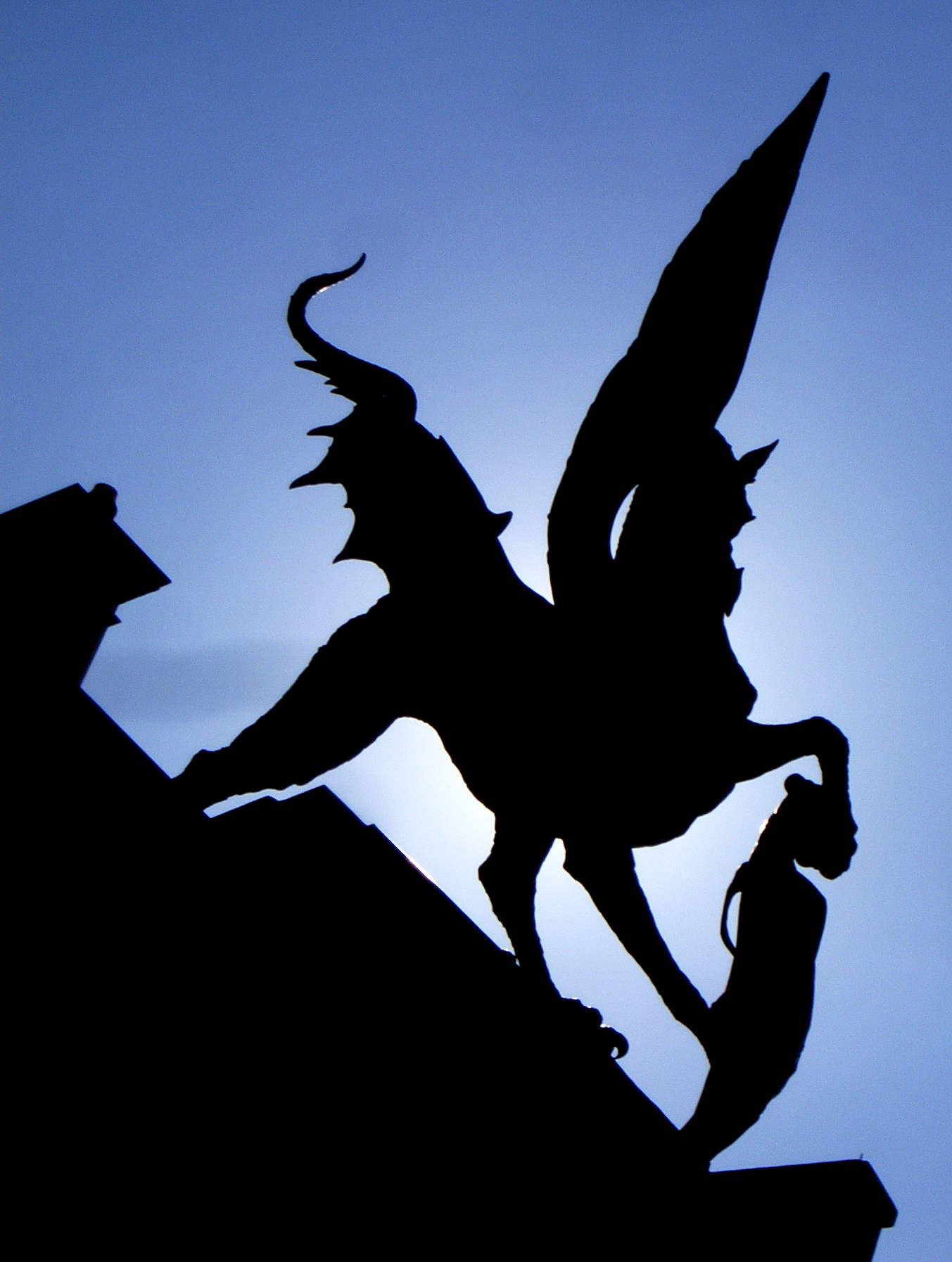
Міський дракон на даху Темпл Бару
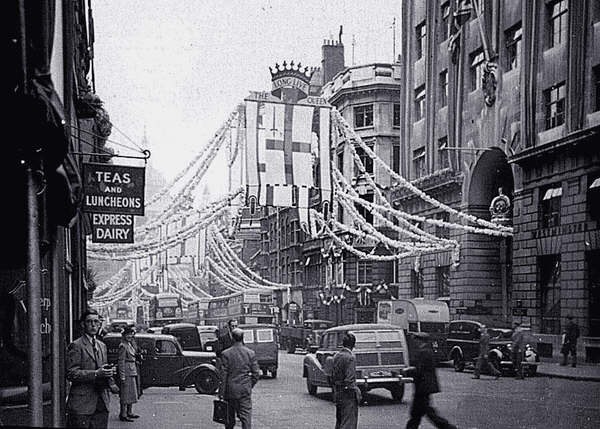
Вулиця під час коронації. 1953
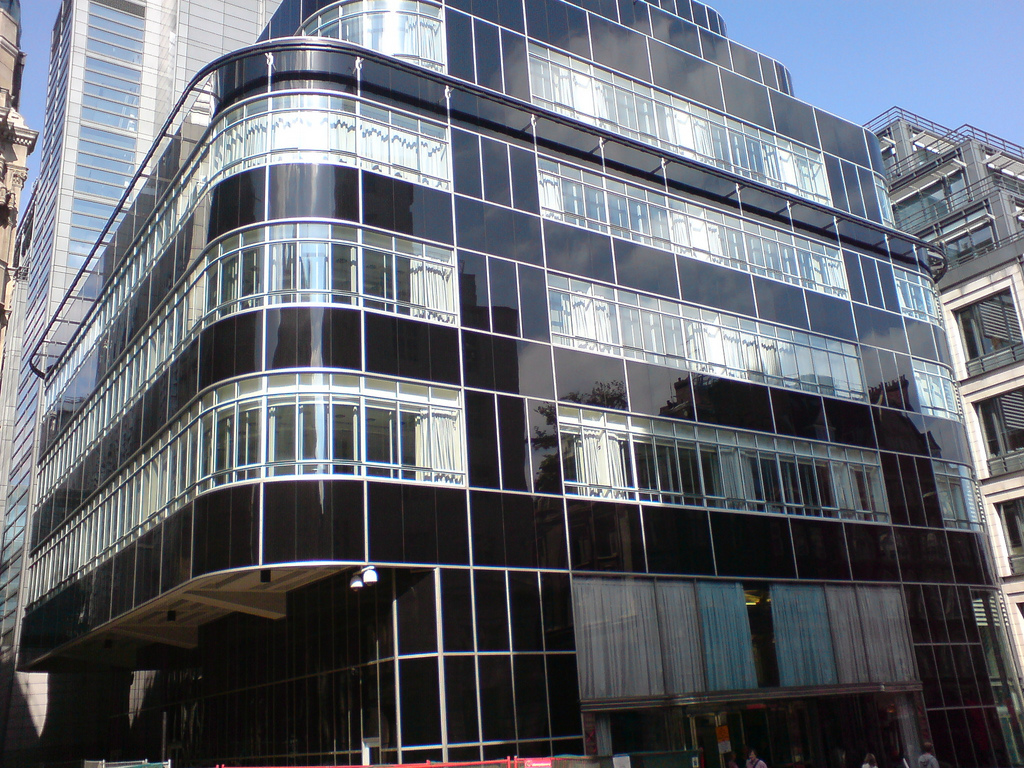
Будівля редакції газети «Дейлі експрес»
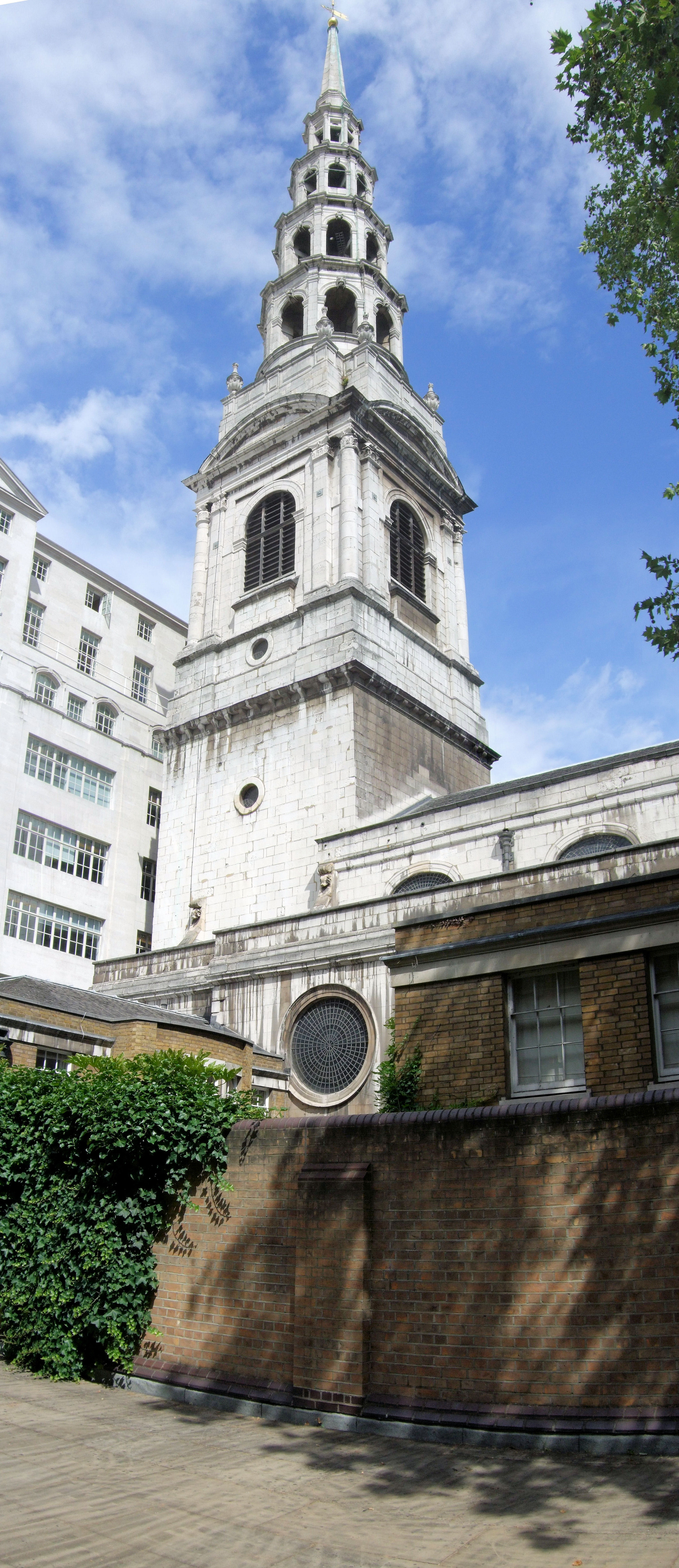
Дзвіниця церкви Сент-Брідс
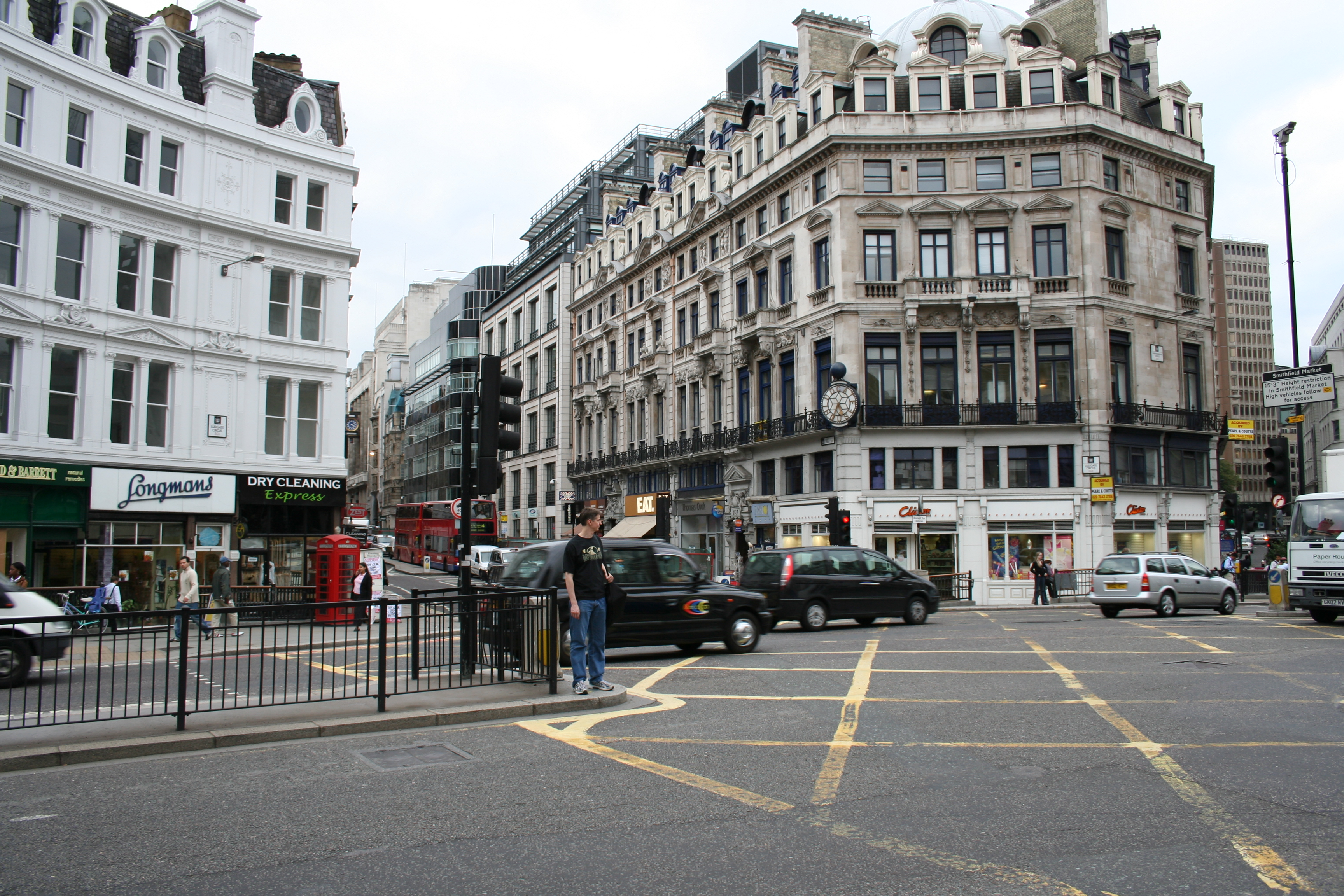
Площа Ладгейт
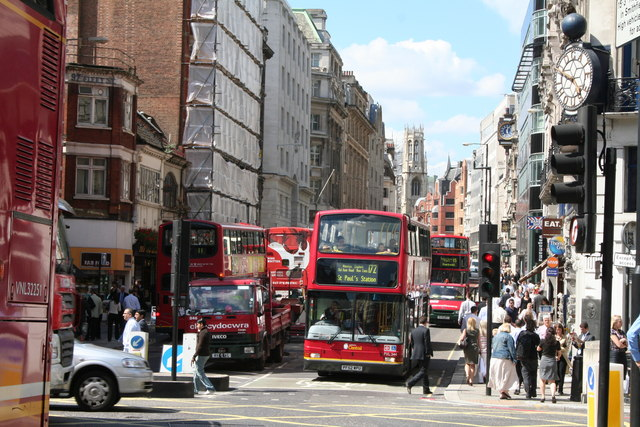
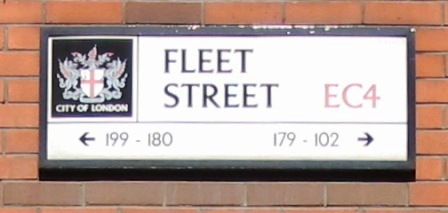
Вулична табличка